# Testament mój

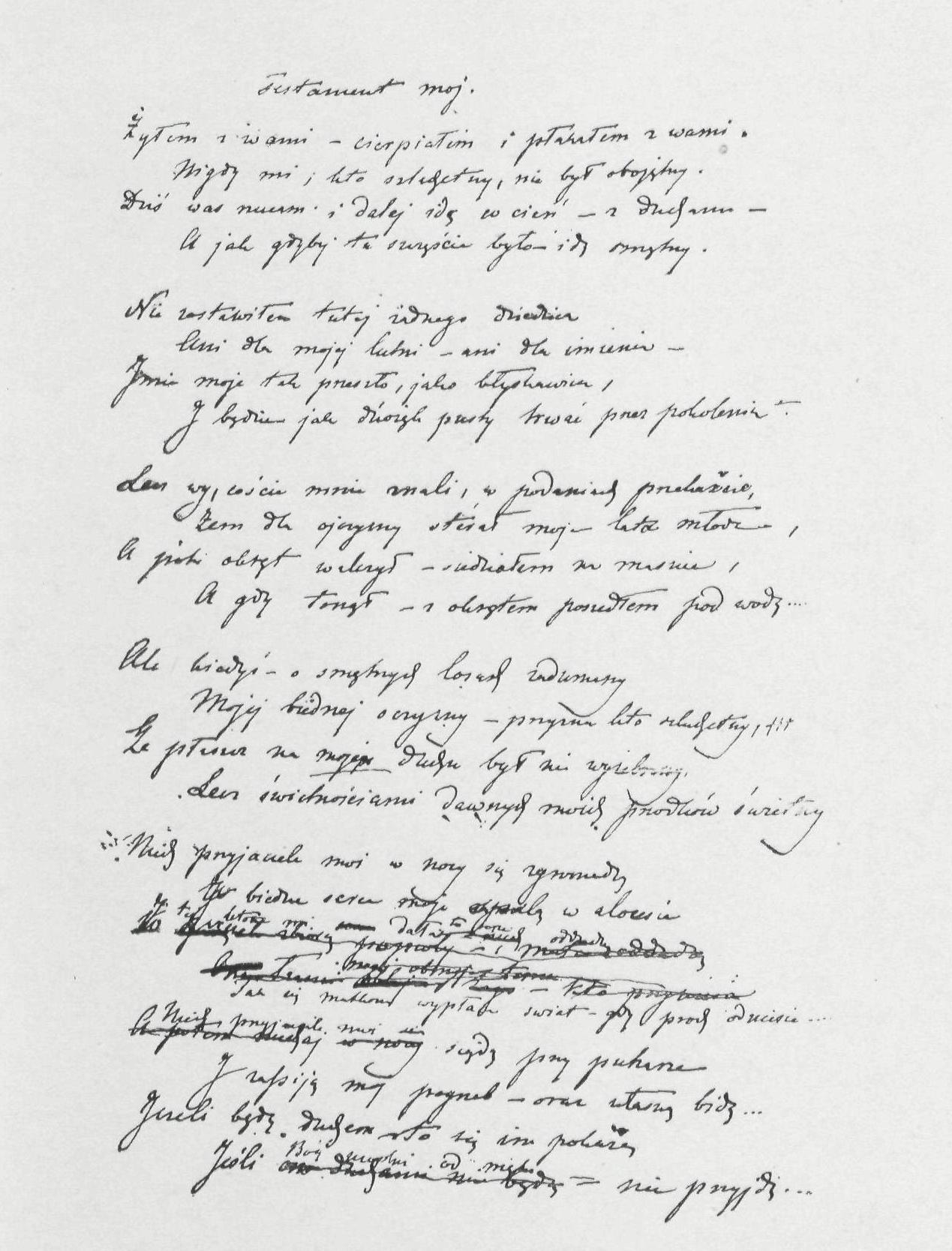
Podobizna autografu wiersza

Testament mój (inc. Żyłem z wami) – wiersz napisany przez Juliusza Słowackiego na przełomie lat 1839 i 1840 w Paryżu. Powstał w formie testamentu poetyckiego. Jest jednym z najbardziej znanych polskich wierszy. Przykład liryki bezpośredniej.

## Opis
Podmiot liryczny można utożsamić z samym poetą, który dokonuje podsumowania życia i swojej twórczości artystycznej. Wiersz skierowany jest do wszystkich jego przyjaciół romantyków. Mimo że jest wielkim poetą, to jednak zawsze tworzył w cieniu Adama Mickiewicza. Czuje się przez to niedoceniony i uskarża się na drogę bez świata oklasków, wspomina, że cicho odleci.

## Odniesienia
Testament mój był inspiracją dla wiersza Non omnis moriar Zuzanny Ginczanki. 
Do fragmentu Jak kamienie przez Boga rzucane na szaniec nawiązują tytuły książek:
- Kamienie na szaniec autorstwa Karola Koźmińskiego z 1937[5][6],
- Kamienie na szaniec autorstwa Aleksandra Kamińskiego z 1943[7].

Wiersz bywa obierany jako hymn przez szkoły noszące imię Juliusza Słowackiego.